# Шуменци (село)
Шуменци е село в Североизточна България. То се намира в община Тутракан, област Силистра.
Старото име на селото е Дайдър. То е преименувано през 1942 г. в памет на 19-и Шуменски пехотен полк участвал в Тутраканската епопея.

## История
При избухването на Балканската война в 1912 година двама души от Дайдър (Шуменци) са доброволци в Македоно-одринското опълчение.

## Културни и природни забележителности
Село Шуменци има събор на 6 май.